# فیلم‌شناسی لورل و هاردی
این فهرست تنها فیلم‌هایی را دربر می‌گیرد که لورل و هاردی با هم در آنها نقش‌آفرینی کردند. برای فیلم‌های انفرادی آنها فیلم‌شناسی استن لورل و فیلم‌شناسی اولیور هاردی را ببینید.

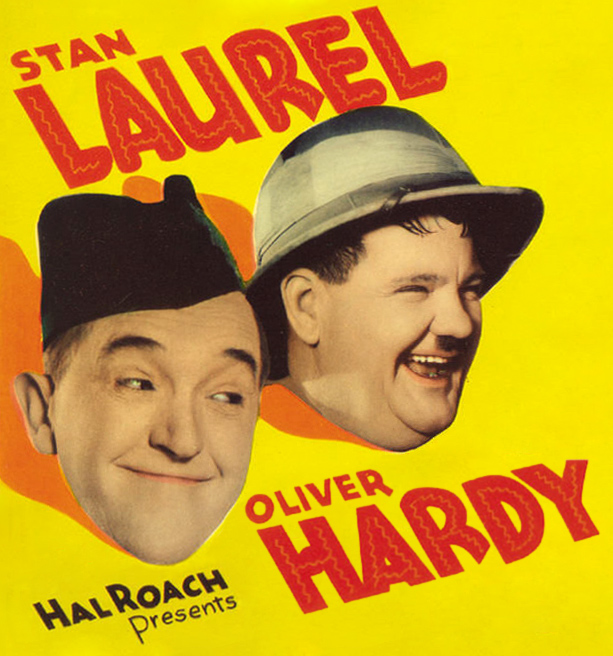
لورل (چپ) و هاردی در بانی اسکاتلند (۱۹۳۵)

لورل و هاردی یک تیم دونفرهٔ کمدی بودند که رسماً ۱۰۶ فیلم بازی کردند که مابین سال‌های ۱۹۲۱ و ۱۹۵۱ منتشر شدند. این دو با هم در ۳۴ فیلم کوتاهالف صامت، ۴۵ فیلم کوتاه صدادار و ۲۷ فیلم بلند ناطقب نقش‌آفرینی کردند. علاوه بر اینها، لورل و هاردی در حداقل ۲۰ نسخه خارجی‌زبان از فیلم‌های خود و یک فیلم تبلیغاتی به نام کهکشان ستارگان بازی کردند که برای توزیع‌کنندگان اروپایی ساخته شده بود.
استن لورل (۱۸۹۰–۱۹۶۵) و اولیور هاردی (۱۸۹۲–۱۹۵۷) پیش از همکاری با هم نیز کمدین‌های شناخته‌شده‌ای بودند؛ به نحوی که لورل در بیش از ۵۰ فیلم صامت و هاردی در بیش از ۲۵۰ فیلم بازی کرده بود (هاردی همچنین در سه فیلم بلند ناطق بدون لورل نقش‌آفرینی کرده بود). گرچه این دو نخستین بار در فیلم سگ خوشبخت (۱۹۲۱) با هم همبازی شدند، اما این همبازی شدن کاملاً اتفاقی بود؛ تا آنکه در سال ۱۹۲۶ هر یک به‌طور جداگانه با استودیوی فیلم‌سازی هال روچ قرارداد امضا کردند و در فیلم‌های کوتاه با هم ظاهر شدند. لورل و هاردی یک سال بعد، در یازدهمین فیلم کوتاه صامت خود به نامِ صد سال دوم (۱۹۲۷) رسماً به یک تیمِ هنری مبدل شدند. این زوج تا سال ۱۹۴۰ در استودیوی فیلم‌سازی هال روچ باقی ماندند. بین سال‌های ۱۹۴۱ و ۱۹۴۵ آنها در هشت فیلم بلند و یک فیلم کوتاه برای فاکس قرن بیستم و مترو-گلدوین-مایر بازی کردند. لورل و هاردی پس از پایان دادن به تعهدات خود به این شرکت‌های فیلم‌سازی، بر روی تئاتر و نمایش‌های صحنه متمرکز شدند و تور هنری «نمایش‌های سنتی انگلیسی» را در بریتانیا آغاز کردند. در سال ۱۹۵۰، آنها در آخرین فیلم خود به نام آتول کا، محصول مشترک فرانسه و ایتالیا بازی کردند.
در سال ۱۹۳۲، فیلم کوتاه جعبه موسیقی، برنده جایزه اسکار بهترین فیلم کوتاه (کمدی) شد. در سال ۱۹۶۰، لورل جایزه اسکار افتخاری را بابت «پیشگامی خلاقانه‌اش در زمینه سینمای کمدی» دریافت نمود. در سال‌های ۱۹۹۲، ۱۹۹۷، ۲۰۱۲ و ۲۰۲۰ به ترتیب فیلم‌های کسب‌وکار حسابی (۱۹۲۹)، جعبه موسیقی، پسران صحرا (۱۹۳۲) و نبرد قرن (۱۹۲۷) توسط کتابخانه کنگره به سبب اهمیت «فرهنگی، تاریخی، یا زیبایی‌شناختی فراوان» به فهرست ملی ثبت فیلم ایالات متحده آمریکا اضافه شدند. لورل و هاردی بابت مشارکت‌هایشان در هنر سینما، ستاره‌های جداگانه‌ای در پیاده‌روی مشاهیر هالیوود دریافت کردند.

## فیلم‌شناسی

### فیلم‌های رسمی
فهرست زیر، فهرستی از فیلم‌های رسمی لورل و هاردی است که در کتاب‌های لورل و هاردی: جادوی ماورای فیلم‌ها به قلم رندی اسکرتْـوِت و کتاب لورل و هاردی اثر جان مک‌کیب، ال کیلگور و ریچارد آر. بَـن به آنها اشاره شده‌است. هر دو کتاب نامِ ۱۰۵ فیلم را ثبت کرده‌اند، اما در بخش ضمیمۀ «لورل و هاردی: جادوی ماورای فیلم‌ها»، نام یک فیلم دیگر به‌عنوان صد و ششمین فیلم آمده که پیش از این یک فیلم گمشده محسوب می‌شد و اخیراً یک حلقه از آن کشف شده‌است.
به جز جایی که مشخصاً اشاره شده، همه این فیلم‌ها سیاه‌وسفید هستند، تهیه‌کننده‌شان هال روچ بوده و توسط مترو گلدوین مایر توزیع شده‌اند. همچنین، به جز موارد ذکر شده، تمام فیلم‌های کوتاه، دو حلقه‌ای هستند. همهٔ فیلم‌های ساخته شده پیش از سال ۱۹۲۸ صامت و تمام فیلم‌های ساخته شده پس از ۱۹۲۹ صدادار هستند. فیلم‌های منتشرشده در سال ۱۹۲۸ به جز موارد ذکرشده، همگی صامت هستند. فیلم‌های ۱۹۲۹ هم یا صامت یا ناطق یا فیلم‌هایی هستند که فقط موسیقی و جلوه‌های صوتی دارند.
| تاریخ           | نام                                 | نوع فیلم  | توضیحات |
| --------------- | ----------------------------------- | --------- | --- |
| ۱ دسامبر ۱۹۲۱   | سگ خوشبخت                           | کوتاه     | تولیدشده توسط شیلر پروداکشنز در اینترنت می‌توانید آنرا ببینید. |
| ۱۳ دسامبر ۱۹۲۶  | ۴۵ دقیقه از هالیوود                 | کوتاه     | اکران‌شده توسط پثی اکسچینج هاردی نقشی مکمل و لورل نقشی جزئی دارد. |
| ۱۳ مارس ۱۹۲۷    | سوپ اردک                            | کوتاه     | اکران‌شده توسط پثی اکسچینج بر پایهٔ «بازگشت به خانه از ماه‌عسل»، طرحی که توسط آرتور جی. جفرسون (پدر استن لورل) نوشته شده بود.                                                                                             |
| ۳ آوریل ۱۹۲۷    | ازدواج چپ‌اندرقیچی                   | کوتاه     | اکران‌شده توسط پثی اکسچینج |
| ۱۲ ژوئن ۱۹۲۷    | عاشقی کن و اشک بریز                 | کوتاه     | اکران‌شده توسط پثی اکسچینج |
| ۱۷ ژوئیه ۱۹۲۷   | دلیل علاقه دخترها به ملوانان        | کوتاه     | اکران‌شده توسط پثی اکسچینج |
| ۲۸ اوت ۱۹۲۷     | با عشق و نارضایتی                   | کوتاه     | اکران‌شده توسط پثی اکسچینج |
| ۱۰ سپتامبر ۱۹۲۷ | عاقله‌مردهای دست‌ودلباز               | کوتاه     | |
| ۲۵ سپتامبر ۱۹۲۷ | ملوانان، مراقب باشید!               | کوتاه     | اکران‌شده توسط پثی اکسچینج |
| ۵ اکتبر ۱۹۲۷    | حالا یکی هم من بگم                  | کوتاه     | بخشی از آن یک فیلم گمشده است. |
| ۸ اکتبر ۱۹۲۷    | صد سال دوم                          | کوتاه     | نخستین فیلم رسمی لورل و هاردی که ایندو با هم و در قالب «زوج هنری» در آن ظاهر شدند. |
| ۱۵ اکتبر ۱۹۲۷   | آوای فاخته                          | کوتاه     | لورل و هاردی، جیمز فینلیسون چارلی چیس در نقش‌های مکمل |
| ۵ نوامبر ۱۹۲۷   | دست مریزاد                          | کوتاه     | فیلم گمشده |
| ۲۰ نوامبر ۱۹۲۷  | آیا کارآگاهان فکر می‌کنند؟           | کوتاه     | |
| ۳ دسامبر ۱۹۲۷   | شلوار پوشاندن به فیلیپ              | کوتاه     | |
| ۳۱ دسامبر ۱۹۲۷  | نبرد قرن                            | کوتاه     | زمانی فیلم گمشده محسوب می‌شد. اما بعدها و در سال ۲۰۱۵ کشف شد. |
| ۲۸ ژانویه ۱۹۲۸  | ولشون کن بخندن                      | کوتاه     | |
| ۱۲ فوریه ۱۹۲۸   | فیل‌های پرنده                        | کوتاه     | |
| ۲۵ فوریه ۱۹۲۸   | دستکاری نهایی                       | کوتاه     | |
| ۲۴ مارس ۱۹۲۸    | از صفر تا صد                        | کوتاه     | |
| ۲۱ آوریل ۱۹۲۸   | دقیقاً درست می‌گی                     | کوتاه     | |
| ۱۹ مه ۱۹۲۸      | لحظه سرنوشت‌ساز                      | کوتاه     | |
| ۸ سپتامبر ۱۹۲۸  | آیا مردان متأهل باید به خانه بروند؟ | کوتاه     | |
| ۶ اکتبر ۱۹۲۸    | خواب زودهنگام                       | کوتاه     | |
| ۳ نوامبر ۱۹۲۸   | دو ملوان                            | کوتاه     | |
| ۱ دسامبر ۱۹۲۸   | حکم احضار                           | کوتاه     | صدادار (فقط موسیقی و جلوه‌های صوتی همگام‌شده) |
| ۲۹ دسامبر ۱۹۲۸  | از پنجره پریدیم پائین               | کوتاه     | صدادار (فقط موسیقی و جلوه‌های صوتی همگام‌شده) |
| ۲۶ ژانویه ۱۹۲۹  | آزادی                               | کوتاه     | صدادار (فقط موسیقی و جلوه‌های صوتی همگام‌شده) |
| ۲۳ فوریه ۱۹۲۹   | اشتباه دوباره                       | کوتاه     | صدادار (فقط موسیقی و جلوه‌های صوتی همگام‌شده) |
| ۲۳ مارس ۱۹۲۹    | او همسرم است                        | کوتاه     | صدادار (فقط موسیقی و جلوه‌های صوتی همگام‌شده) |
| ۲۹ آوریل ۱۹۲۹   | کسب‌وکار حسابی                       | کوتاه     | صامت در سال ۱۹۹۲ به فهرست ملی ثبت فیلم اضافه شد. |
| ۴ مه ۱۹۲۹       | ما عادت نداریم                      | کوتاه     | صدادار (فیلم ناطق) |
| ۲۸ مه ۱۹۲۹      | هورا هورا                           | کوتاه     | صامت یکی از اولین حضورهای جین هارلو |
| ۱ ژوئن ۱۹۲۹     | جای خواب                            | کوتاه     | صدادار (ناطق کامل) |
| ۲۹ ژوئن ۱۹۲۹    | مردان نبرد                          | کوتاه     | صدادار (ناطق کامل) |
| ۱۰ اوت ۱۹۲۹     | روز عالی                            | کوتاه     | صدادار (ناطق کامل) |
| ۲۱ سپتامبر ۱۹۲۹ | اونها ترکوندن                       | کوتاه     | صدادار (ناطق کامل) |
| ۱۹ اکتبر ۱۹۲۹   | مأموران دریافت قسط                  | کوتاه     | صدادار (فقط موسیقی و جلوه‌های صوتی همگام‌شده) |
| ۱۶ نوامبر ۱۹۲۹  | زندان                               | کوتاه     | صدادار (ناطق کامل) |
| ۲۹ نوامبر ۱۹۲۹  | نمایش هالیوود ۱۹۲۹                  | فیلم بلند | صدادار (ناطق کامل) فیلمی با حضور ستارگان متعدد سینما، تولیدشده مترو گلدوین مایر نامزد—جایزه اسکار بهترین فیلم |
| ۱۴ دسامبر ۱۹۲۹  | عشق بز                              | کوتاه     | صدادار (فقط موسیقی و جلوه‌های صوتی همگام‌شده) |
| ۴ ژانویه ۱۹۳۰   | شب‌زنده‌داران                         | کوتاه     | |
| ۲۱ ژانویه ۱۹۳۰  | آواز یاغی                           | فیلم بلند | یک فیلم اپرت، تولیدشده توسط مترو گلدوین مایر که لورل و هاردی در آن نقش‌های مکمل (نه اصلی) را بازی کرده‌اند. تصویربرداری‌شده با تکنیک تکنی‌کالر                                                                             |
| ۸ فوریه ۱۹۳۰    | کله‌پا                               | کوتاه     | سه حلقه |
| ۲۲ مارس ۱۹۳۰    | بداخلاق‌ها                           | کوتاه     | |
| ۲۶ آوریل ۱۹۳۰   | زیر صفر                             | کوتاه     | |
| ۳۱ مه ۱۹۳۰      | هیجان‌زده و مهارنشدنی                | کوتاه     | |
| ۶ سپتامبر ۱۹۳۰  | پرونده قتل لورل-هاردی               | کوتاه     | سه حلقه |
| ۲۹ نوامبر ۱۹۳۰  | یک افتضاح حسابی                     | کوتاه     | سه حلقه بازسازیِ فیلم سوپ اردک (فیلم ۱۹۲۷) |
| ۷ فوریه ۱۹۳۱    | بزرگ باش!                           | کوتاه     | سه حلقه |
| ۲۱ فوریه ۱۹۳۱   | پیامدهای کارهای گذشته               | کوتاه     | سه حلقه |
| ۱ آوریل ۱۹۳۱    | جواهرات مسروقه                      | کوتاه     | ارائه‌شده توسط انجمن هنرمندان چندتخصصی آمریکا و اکران‌شده توسط پارامونت پیکچرز لورل و هاردی حضور افتخاری دارند. |
| ۴ آوریل ۱۹۳۱    | لَـفینگ گِـریوی                       | کوتاه     | بازسازیِ فیلم عشق بز (۱۹۲۹) |
| ۱۶ مه ۱۹۳۱      | همسر ما                             | کوتاه     | |
| ۱۵ اوت ۱۹۳۱     | ما را ببخشید                        | فیلم بلند | |
| ۱۹ سپتامبر ۱۹۳۱ | همه‌چیز را اعتراف کن                 | کوتاه     | |
| ۳۱ اکتبر ۱۹۳۱   | یک عمل نیک                          | کوتاه     | |
| ۱۲ دسامبر ۱۹۳۱  | بیوهانکز                            | کوتاه     | چهار حلقه |
| ۲۶ دسامبر ۱۹۳۱  | متواری                              | کوتاه     | با هنرنمایی زیسو پیتس و تلما تاد لورل و هاردی حضور افتخاری دارند. |
| ۲۳ ژانویه ۱۹۳۲  | همدست                               | کوتاه     | |
| ۵ مارس ۱۹۳۲     | بندرگاه قدیمی!                      | کوتاه     | |
| ۱۶ آوریل ۱۹۳۲   | جعبه موسیقی                         | کوتاه     | سه حلقه جایزه اسکار بهترین فیلم کوتاه اضافه به فهرست ملی ثبت فیلم در ۱۹۹۷. |
| ۲۱ مه ۱۹۳۲      | شامپانزه                            | کوتاه     | سه حلقه |
| ۲۵ مه ۱۹۳۲      | بیمارستان ولایت                     | کوتاه     | |
| ۱۰ سپتامبر ۱۹۳۲ | زود گمشید بیرون!                    | کوتاه     | |
| ۲۳ سپتامبر ۱۹۳۲ | زحمت را کم کن                       | فیلم بلند | |
| ۵ نوامبر ۱۹۳۲   | اولین اشتباه آن‌ها                   | کوتاه     | |
| ۳۱ دسامبر ۱۹۳۲  | دردسرهای ماهیگیری                   | کوتاه     | |
| ۲۵ فوریه ۱۹۳۳   | دوتا دوتا                           | کوتاه     | |
| ۲۲ آوریل ۱۹۳۳   | من و رفیقم                          | کوتاه     | |
| ۵ مه ۱۹۳۳       | برادر شیطان                         | فیلم بلند | بر مبنای اپرای فِـرا دیاوُلو اثر دانیل اوبر |
| ۳ اوت ۱۹۳۳      | گشت نیمه‌شب                          | کوتاه     | |
| ۷ اکتبر ۱۹۳۳    | فضول‌باشی                            | کوتاه     | |
| ۲۸ اکتبر ۱۹۳۳   | ژست‌های مخاطره‌آمیز                   | کوتاه     | فیلمی از گروه هنری دارودسته ما با حضور افتخاری لورل و هاردی |
| ۲۵ نوامبر ۱۹۳۳  | کار کثیف                            | کوتاه     | |
| ۲۹ دسامبر ۱۹۳۳  | پسران صحرا                          | فیلم بلند | در ۲۰۱۲ به فهرست ملی ثبت فیلم اضافه شد. |
| ۱۳ ژانویه ۱۹۳۴  | اولیور هشتم                         | کوتاه     | سه حلقه |
| ۱ ژوئن ۱۹۳۴     | جشن هالیوود                         | فیلم بلند | محصول مترو گلدوین مایر |
| ۲۳ ژوئن ۱۹۳۴    | اجلت رو بخون!                       | کوتاه     | |
| ۲۱ ژوئیه ۱۹۳۴   | در کوهستان                          | کوتاه     | |
| ۳۰ نوامبر ۱۹۳۴  | بچه‌ها در شهر اسباب بازی             | فیلم بلند | بر مبنای اپرت «بچه‌ها در شهر اسباب‌بازی» اثر ویکتور هربرت و گلن مک‌دونا بازنشر با نام‌های «رژهٔ سربازان چوبین»، «رژه عروسک‌ها» و «انتقام شیرین است»                                                                          |
| ۱۱ دسامبر ۱۹۳۴  | روح زنده                            | کوتاه     | |
| ۵ ژانویه ۱۹۳۵   | این به آن در                        | کوتاه     | |
| ۲۶ فوریه ۱۹۳۵   | ترمیم‌کنندگان زناشویی                | کوتاه     | |
| ۶ اوت ۱۹۳۵      | غلیظ‌تر از آب                        | کوتاه     | |
| ۲۳ اوت ۱۹۳۵     | بانی اسکاتلند                       | فیلم بلند | |
| ۱۴ فوریه ۱۹۳۶   | دختر کولی                           | فیلم بلند | اقتباسی از اپرای «دختر کولی» اثر مایکل ویلیام بلف و آلفرد بان به همراه دارلا هود |
| ۱۱ مه ۱۹۳۶      | در مسیر اشتباه                      | کوتاه     | با بازی چارلی چیس و حضور افتخاری لورل و هاردی |
| ۳۰ اکتبر ۱۹۳۶   | روابط ما                            | فیلم بلند | |
| ۱۶ آوریل ۱۹۳۷   | به‌سوی غرب                           | فیلم بلند | |
| ۲۱ مه ۱۹۳۷      | ستاره‌ای انتخاب کن                   | فیلم بلند | با حضور افتخاری لورل و هاردی |
| ۲۰ مه ۱۹۳۸      | خانم سوئیسی                         | فیلم بلند | |
| ۱۹ اوت ۱۹۳۸     | کله‌پوک‌ها                            | فیلم بلند | با حضور افتخاری تامی باند. |
| ۲۰ اکتبر ۱۹۳۹   | پرواز دو دیوانه                     | فیلم بلند | محصول آر.کِی‌.او |
| ۱۶ فوریه ۱۹۴۰   | ساده‌لوح در آکسفورد                  | فیلم بلند | اکران‌شده توسط یونایتد آرتیستس |
| ۳ مه ۱۹۴۰       | نخاله‌ها در دریا                     | فیلم بلند | اکران‌شده توسط یونایتد آرتیستس |
| ۱۰ اکتبر ۱۹۴۱   | تفنگ‌های بزرگ                        | فیلم بلند | فاکس قرن بیستم |
| ۷ اوت ۱۹۴۲      | به شکار ارواح می‌رویم                | فیلم بلند | محصول استودیوهای قرن بیستم |
| ۴ آوریل ۱۹۴۳    | دفاع غیرنظامی                       | فیلم بلند | فیلمی از مترو گلدوین مایر |
| ۱۷ آوریل ۱۹۴۳   | درخت در یک لوله آزمایش              | کوتاه     | یک حلقه (رنگی) به تهیه‌کنندگی وزارت کشاورزی ایالات متحده آمریکا. لورل و هاردی حضوری افتخاری در این فیلم دارند، و آنرا هنگام تصویربرداری فیلم دیوانگان رقص ساختند. نسخه برخط این فیلم را در اینجا ببینید.                |
| ۱۱ ژوئن ۱۹۴۳    | دیوانگان رقص                        | فیلم بلند | محصول استودیوهای قرن بیستم |
| ۱ نوامبر ۱۹۴۳   | استادان رقص                         | فیلم بلند | محصول استودیوهای قرن بیستم |
| ۲۲ سپتامبر ۱۹۴۴ | صدای بلند                           | فیلم بلند | محصول استودیوهای قرن بیستم |
| ۶ دسامبر ۱۹۴۴   | هیچ‌چیز بجز دردسر                    | فیلم بلند | محصول مترو گلدوین مایر |
| ۱۸ مه ۱۹۴۵      | گاوبازها                            | فیلم بلند | محصول استودیوهای قرن بیستم |
| ۲۱ نوامبر ۱۹۵۱  | آتول کا                             | فیلم بلند | محصول مشترک فیلم سیریوس (فرانسه)، فرانکو-لاندن فیلمز (فرانسه) و فورتتسا فیلم (ایتالیا)؛ در بریتانیا با نام «شیطنت و ماجراجویی» اکران شد؛ در ایالات متحده آمریکا با نام‌های «رابینسون کروزوئه-لند» و «یوتوپیا» منتشر شد. |

### نسخه‌های خارجی‌زبان
در سال‌های آغازین صدادار شدن فیلم‌ها، شرکت‌های آمریکایی نسخه‌هایی از فیلم‌های خود را به زبان خارجی می‌ساختند. در زیر، فهرستی از نسخه‌های شناخته‌شده خارجی زبان فیلم‌های لورل و هاردی آمده‌است.
| سال  | نسخهٔ اصلی                        | فرانسوی                                                   | آلمانی                                     | اسپانیایی                          | ایتالیایی                  | اسپرانتو                     |
| ---- | -------------------------------- | --------------------------------------------------------- | ------------------------------------------ | ---------------------------------- | -------------------------- | ---------------------------- |
| ۱۹۳۰ | شب‌زنده‌داران                      |                                                           |                                            | Ladrones (دزدها)                   | Ladroni (دزدها) فیلم گمشده | Ŝtelistoj (دزدها) فیلم گمشده |
| ۱۹۳۰ | کله‌پا                            | Une Nuit Extravagante (یک شب پُرتجمل)                      |                                            | La Vida Nocturna (زندگی شبانه)     |                            |                              |
| ۱۹۳۰ | بداخلاق‌ها                        | Les bons petits diables (شیطون‌های کوچولوی خوب) فیلم گمشده | Glückliche Kindheit (کودکی شاد) فیلم گمشده | Dos Buenos Chicos (دو پسر خوب)     |                            |                              |
| ۱۹۳۰ | زیر صفر                          |                                                           |                                            | Tiembla y Titubea (لرز و رعشه)     |                            |                              |
| ۱۹۳۰ | هیجان‌زده و مهارنشدنی             | Pêle-mêle (قر و قاتی) فیلم گمشده                          |                                            | Radiomanía (جنون رادیو) فیلم گمشده |                            |                              |
| ۱۹۳۰ | جای خواب و پرونده قتل لورل-هاردی | Feu mon oncle (عموی مرحومم) فیلم گمشده                    | Spuk um Mitternacht (تسخیرشده در شب)       | Noche de Duendes (شب گابلین‌ها)     |                            |                              |
| ۱۹۳۰ | پیامدهای کارهای گذشته            |                                                           |                                            | Politiquerias (رفتار سیاستمدارانه) |                            |                              |
| ۱۹۳۱ | بزرگ باش! و لَـفینگ گِـریوی        | Les Carottiers (متقلب‌ها)                                  |                                            | Los Calaveras (جمجمه‌ها)            |                            |                              |

| سال  | نسخهٔ اصلی    | فرانسوی                                     | آلمانی                                                                       | اسپانیایی                         | ایتالیایی                     |
| ---- | ------------ | ------------------------------------------- | ---------------------------------------------------------------------------- | --------------------------------- | ----------------------------- |
| ۱۹۳۱ | ما را ببخشید | Sous Les Verrous (در غل و زنجیر) فیلم گمشده | Hinter Schloss und Riegel (تحتِ زنجیر و کلید) تنها تعدادی کلیپ از آن باقی است | De Bote En Bote (از سلول به سلول) | Muraglie (دیوارها) فیلم گمشده |

توجه: یک نسخه آلمانی گمشده از فیلم نمایش هالیوود ۱۹۲۹ با نامِ ما به هالیوود می‌رویم (Wir Schalten um auf Hollywood) در سال ۱۹۳۱ ساخته و منتشر شد. ظاهراً لورل و هاردی در این فیلم بازی نکردند.

### فیلم‌های تبلیغاتی
| سال انتشار | نام فیلم       | توضیح |
| ---------- | -------------- | --- |
| ۱۹۳۶       | کهکشان ستارگان | یک فیلم کوتاه تبلیغاتی از مترو گلدوین مایر که تنها برای توزیع‌کنندگان محصولات مترو گلدوین مایر در اروپا و آفریقا ساخته شد و در آن لورل و هاردی بازی کردند. این فیلم در سال ۲۰۰۵ کشف شد. |

### فیلم‌های گردآوری‌شده یا تلفیقی
| تاریخ انتشار | عنوان فیلم                     | توضیح |
| ------------ | ------------------------------ | --- |
| ۱۹۳۸         | همین که هست!                   | *توسط تدوین‌گر، برت جردن و به مناسبت تولد استن لورل ساخته شد. *عمده این فیلم ترکیبی از فیلم‌های پرونده قتل لورل-هاردی، نسخه اسپانیایی همسر ما و به‌سوی غرب است. |
| ۱۹۵۷         | عصر طلایی کمدی                 | * نویسنده، تهیه‌کننده و کارگردان رابرت یانگسون. * راوی دوایت ویست و وارد ویلسون. * کلیپ‌هایی از صد سال دوم (۱۹۲۷)، نبرد قرن (۱۹۲۷)، دقیقاً درست می‌گی (۱۹۲۸)، دو ملوان (۱۹۲۸)، از پنجره پریدیم پائین (۱۹۲۸) و هورا هورا (۱۹۲۹). |
| ۱۹۶۰         | وقتی کمدی سلطان بود            | * نویسنده، تهیه‌کننده و کارگردان رابرت یانگسون. * راوی دوایت ویست. * کلیپ‌هایی از کسب‌وکار حسابی (۱۹۲۹). |
| ۱۹۶۱         | روزهای هیجان و خنده            | * نویسنده، تهیه‌کننده و کارگردان رابرت یانگسون. * راوی جی جکسون. |
| ۱۹۶۳         | ۳۰ سال سرگرمی                  | * نویسنده، تهیه‌کننده و کارگردان رابرت یانگسون. * کلیپ‌هایی از سگ خوشبخت (۱۹۲۱). |
| ۱۹۶۴         | جشن بزرگ کمدی                  | * نویسنده، تهیه‌کننده و کارگردان رابرت یانگسون. * راوی لس تریمین. * کلیپ‌هایی از جشن هالیوود (۱۹۳۴) و بانی اسکاتلند (۱۹۳۵). * همچنین با نام جشن بزرگ کمدی مترو گلدوین مایر. |
| ۱۹۶۵         | خنده‌آورهای دههٔ ۲۰ لورل و هاردی | * نویسنده، تهیه‌کننده و کارگردان رابرت یانگسون. * مجری جی جکسون. * کلیپ‌هایی از غلیظ‌تر از آب (۱۹۳۵)، ۴۵ دقیقه از هالیوود (۱۹۲۶)، عاقله‌مردهای دست‌ودلباز (۱۹۲۷)، صد سال دوم (۱۹۲۷)، آوای فاخته (۱۹۲۷)، شلوار پوشاندن به فیلیپ (۱۹۲۷)، نبرد قرن (۱۹۲۷)، ولشون کن بخندن (۱۹۲۸)، دستکاری نهایی (۱۹۲۸)، از صفر تا صد (۱۹۲۸)، دقیقاً درست می‌گی (۱۹۲۸)، دو ملوان (۱۹۲۸)، حکم احضار (۱۹۲۸)، از پنجره پریدیم پائین (۱۹۲۸)، آزادی (۱۹۲۹)، اشتباه دوباره (۱۹۲۹) و هورا هورا (۱۹۲۹). |
| ۱۹۶۶         | دنیای جنون‌آمیز لورل و هاردی    | * نویسنده بیل اسکات. * تهیه‌کننده هال روچ جونیور، ریموند روهاور و جی وارد. * راوی گری مور. * کلیپ‌های بلندی از روز عالی (۱۹۲۹)، مأموران دریافت قسط (۱۹۲۹)، زندان (۱۹۲۹)، کله‌پا (۱۹۳۰)، هیجان‌زده و مهارنشدنی (۱۹۳۰)، پیامدهای کارهای گذشته (۱۹۳۱)، همه‌چیز را اعتراف کن (۱۹۳۱)، بیوهانکز (۱۹۳۱)، همدست (۱۹۳۲)، بندرگاه قدیمی! (۱۹۳۲)، جعبه موسیقی (۱۹۳۲)، دردسرهای ماهیگیری (۱۹۳۲)، من و رفیقم (۱۹۳۳)، فضول‌باشی (۱۹۳۳)، کار کثیف (۱۹۳۳)، پسران صحرا (۱۹۳۳)، اجلت رو بخون! (۱۹۳۴)، غلیظ‌تر از آب (۱۹۳۵)، دختر کولی (۱۹۳۶)، به‌سوی غرب (۱۹۳۷)، خانم سوئیسی (۱۹۳۸)، و کله‌پوک‌ها (۱۹۳۸). |
| ۱۹۶۷         | مخاطرات بیشتری از لورل و هاردی | * نویسنده، تهیه‌کننده و کارگردان رابرت یانگسون. * مجری جی جکسون. * کلیپ‌هایی از عاقله‌مردهای دست‌ودلباز (۱۹۲۷)، صد سال دوم (۱۹۲۷)، آیا کارآگاهان فکر می‌کنند؟ (۱۹۲۷)، ولشون کن بخندن (۱۹۲۸)، فیل‌های پرنده (۱۹۲۸)، دقیقاً درست می‌گی (۱۹۲۸)، آیا مردان متأهل باید به خانه بروند؟ (۱۹۲۸)، خواب زودهنگام (۱۹۲۸)، حکم احضار (۱۹۲۸)، او همسرم است (۱۹۲۹) و عشق بز (۱۹۲۹). |
| ۱۹۶۹         | بهترین‌های لورل و هاردی         | * تهیه‌کننده و کارگردان جیمز ال. والکات. * کلیپ‌هایی از شب‌زنده‌داران (۱۹۳۰)، زیر صفر (۱۹۳۰)، بزرگ باش! (۱۹۳۱)، لَـفینگ گِـریوی (۱۹۳۱)، همسر ما (۱۹۳۱)، ما را ببخشید (۱۹۳۱)، یک عمل نیک (۱۹۳۱)، بیمارستان ولایت (۱۹۳۲)، اولین اشتباه آن‌ها (۱۹۳۲)، روح زنده (۱۹۳۴) و روابط ما (۱۹۳۶). |
| ۱۹۷۰         | ۴ دلقک                         | * تهیه‌کننده و کارگردان رابرت یانگسون. * مجری جی جکسون. * کلیپ‌های بلندی از صد سال دوم (۱۹۲۷)، شلوار پوشاندن به فیلیپ (۱۹۲۷)، کسب‌وکار حسابی (۱۹۲۹)، هورا هورا (۱۹۲۹)، دو ملوان (۱۹۲۸) و لحظه سرنوشت‌ساز (۱۹۲۸). |